# América Televisión
América Televisión, ook wel América TV, is een televisiestation in Peru. Het werd op 15 december 1958 opgericht door Antonio Umberto, Nicanor Gonzalez en Avelino Aramburu.
Het televisiestation is gelieerd met het Mexicaanse Televisa en is eigendom van  de Plural TV-groep die werd opgericht door de kranten El Comercio en La República. 